# باکتاپور
باکتاپور (به لاتین: Bhaktapur) یک منطقهٔ مسکونی در نپال است که در Bhaktapur District واقع شده‌است. باکتاپور ۱۶٫۸۹ کیلومتر مربع مساحت و ۸۱٬۷۲۸ نفر جمعیت دارد.

## نگارخانه

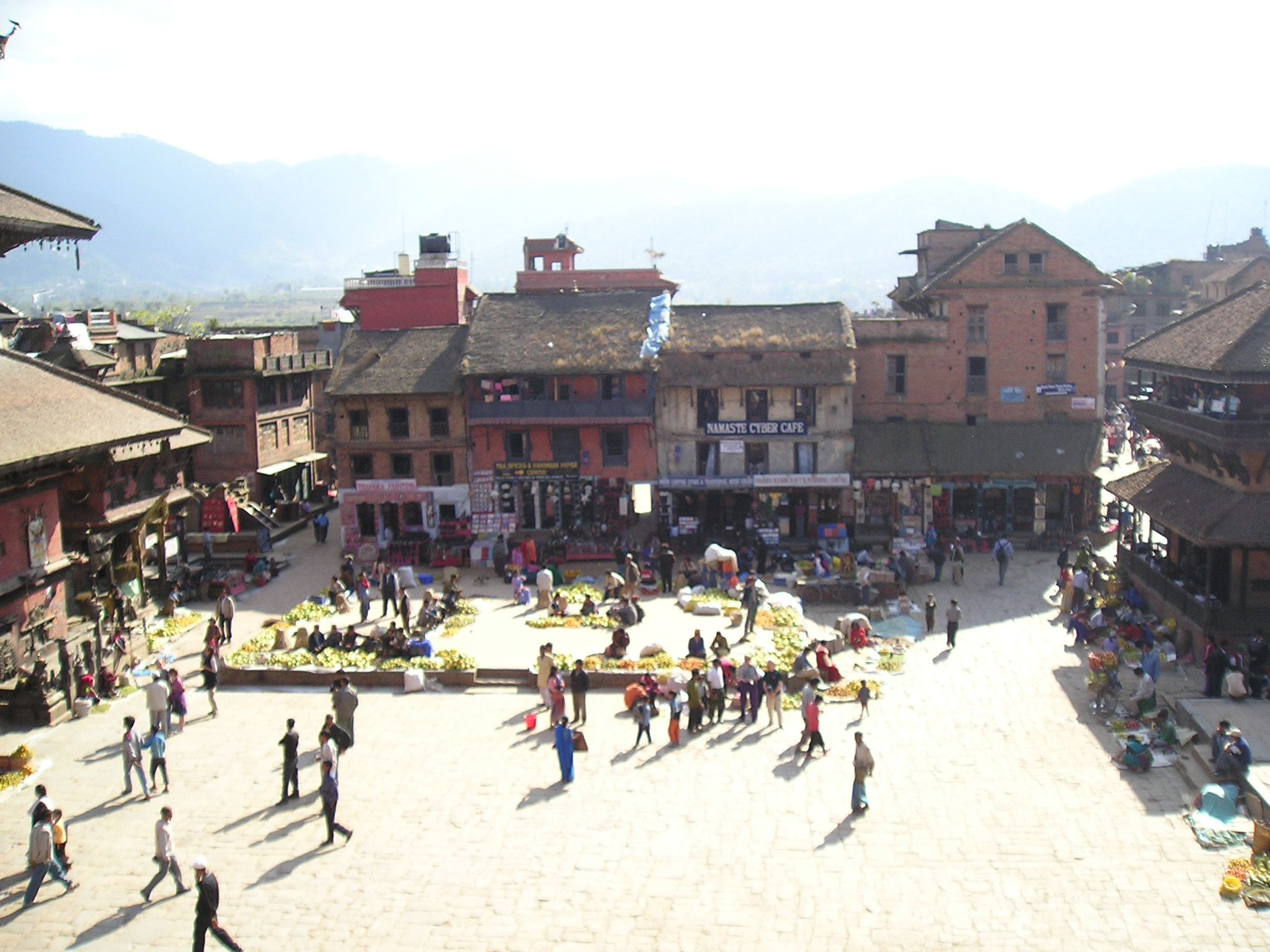
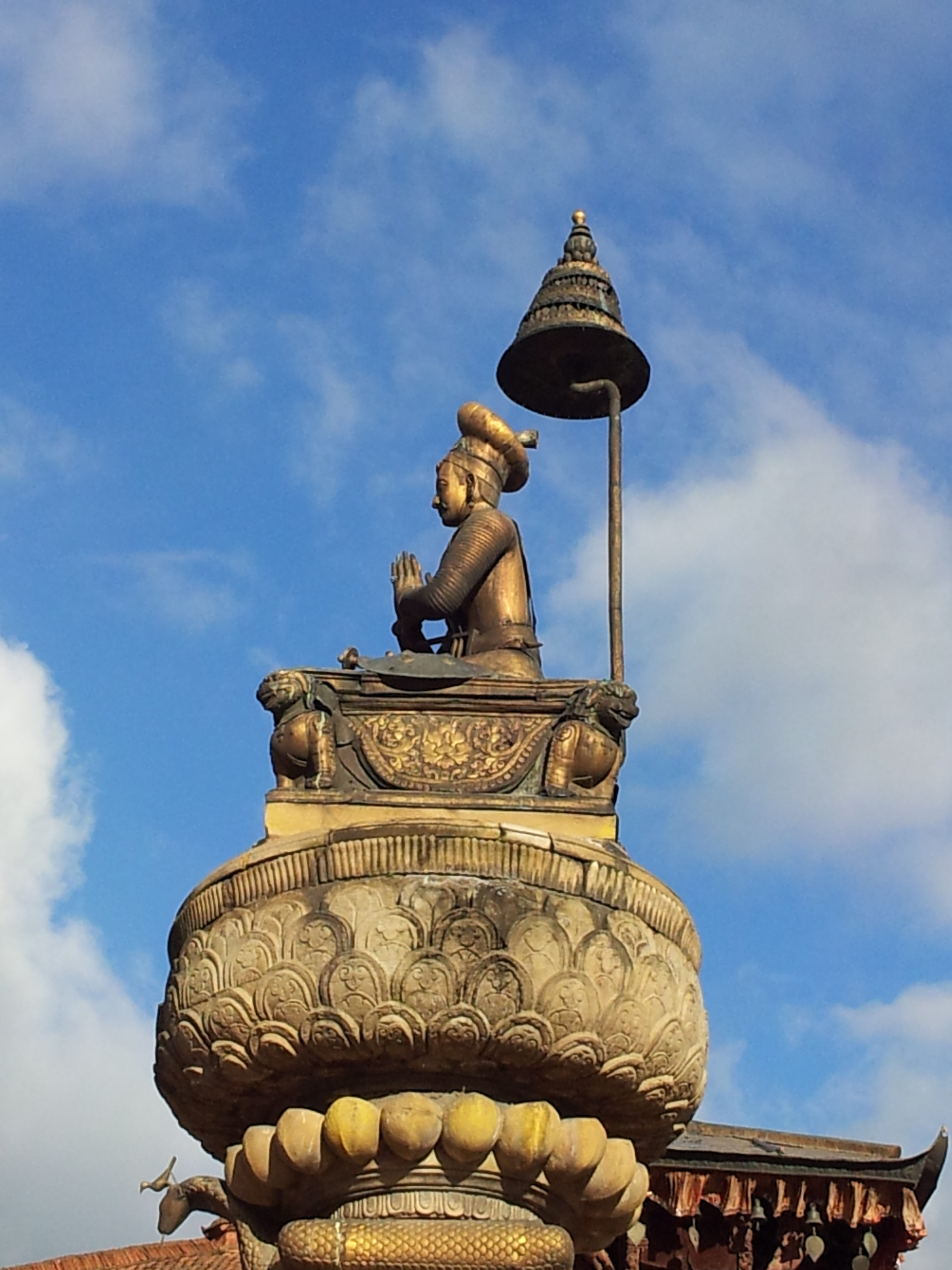
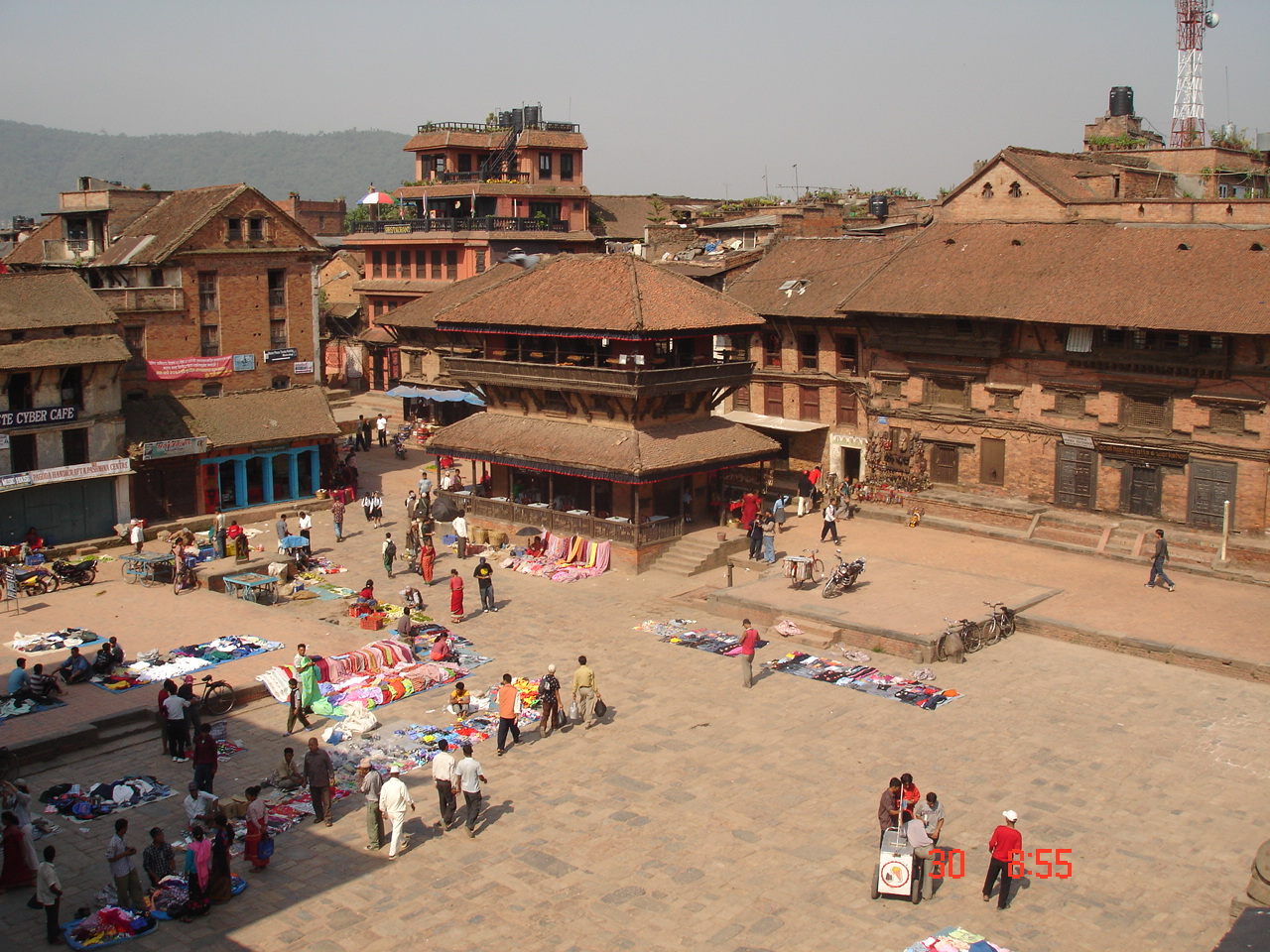
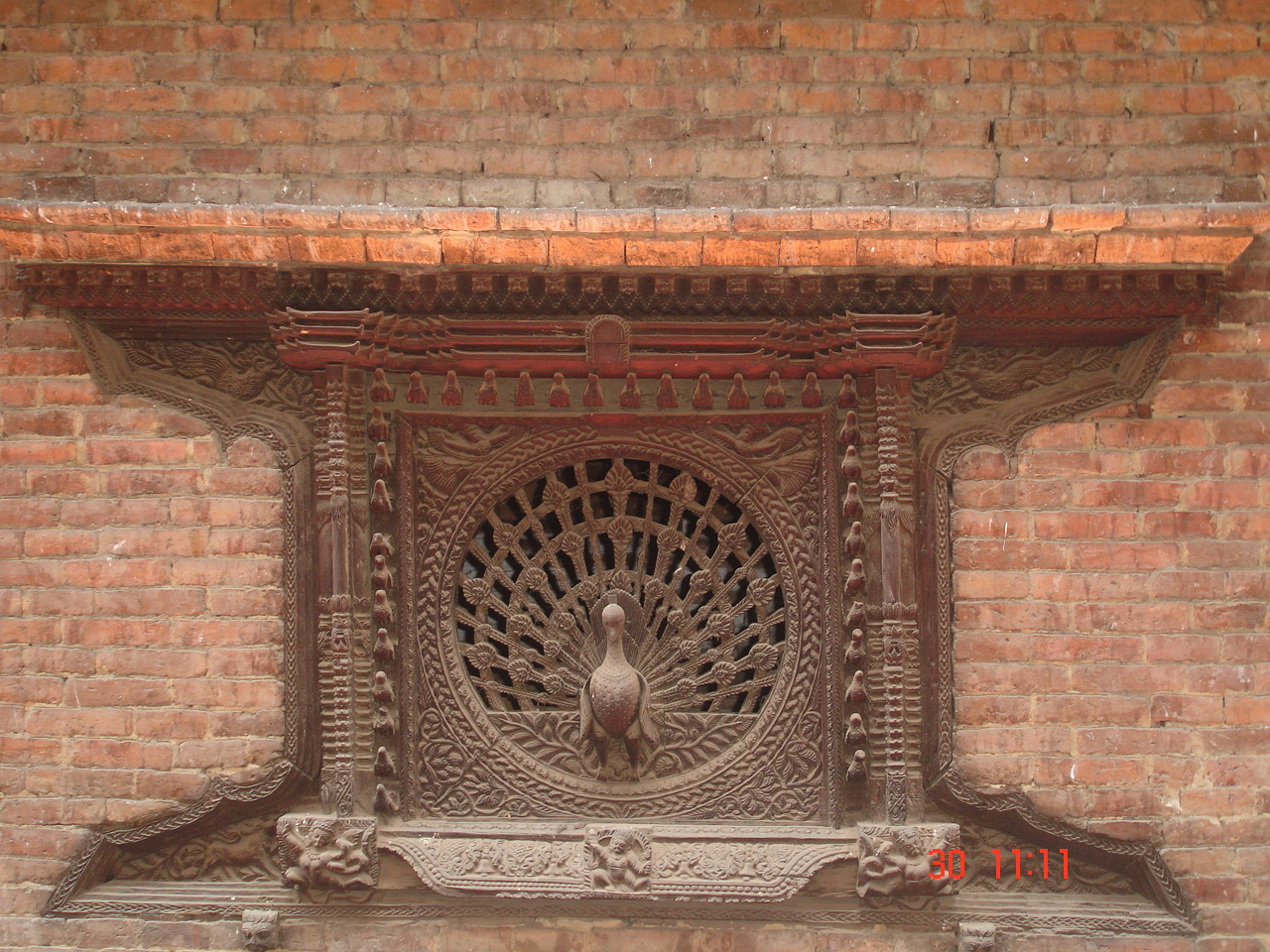
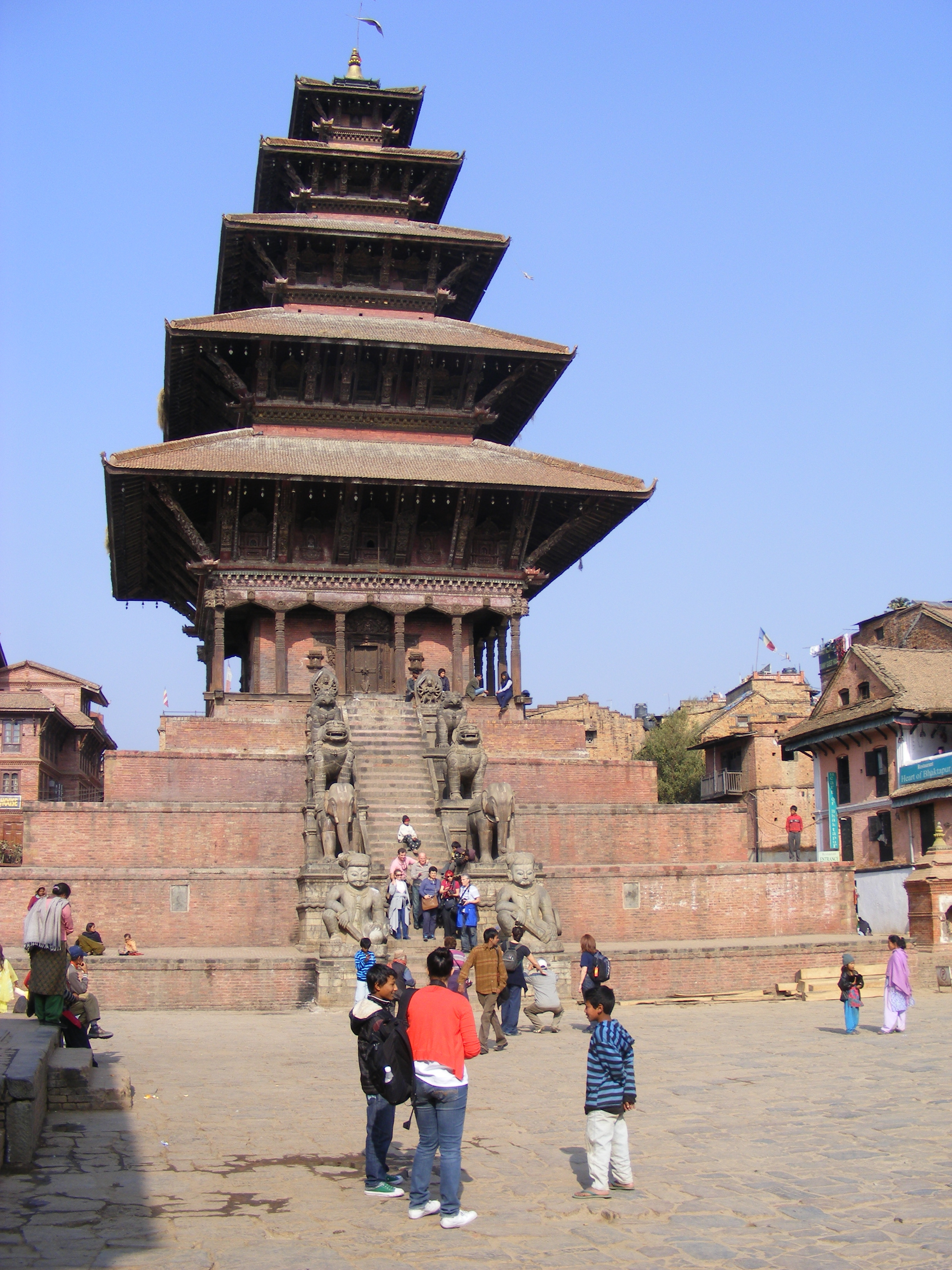
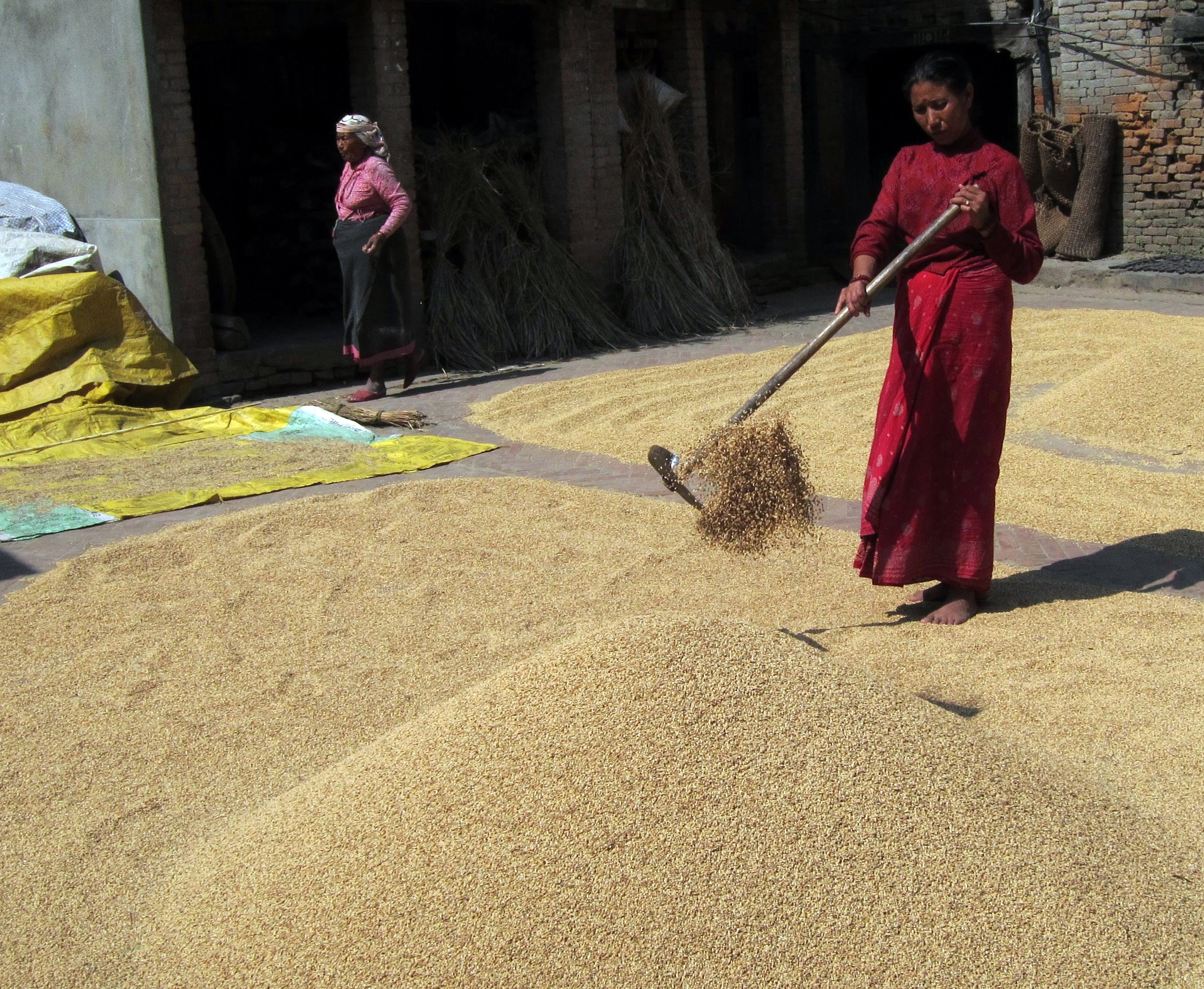
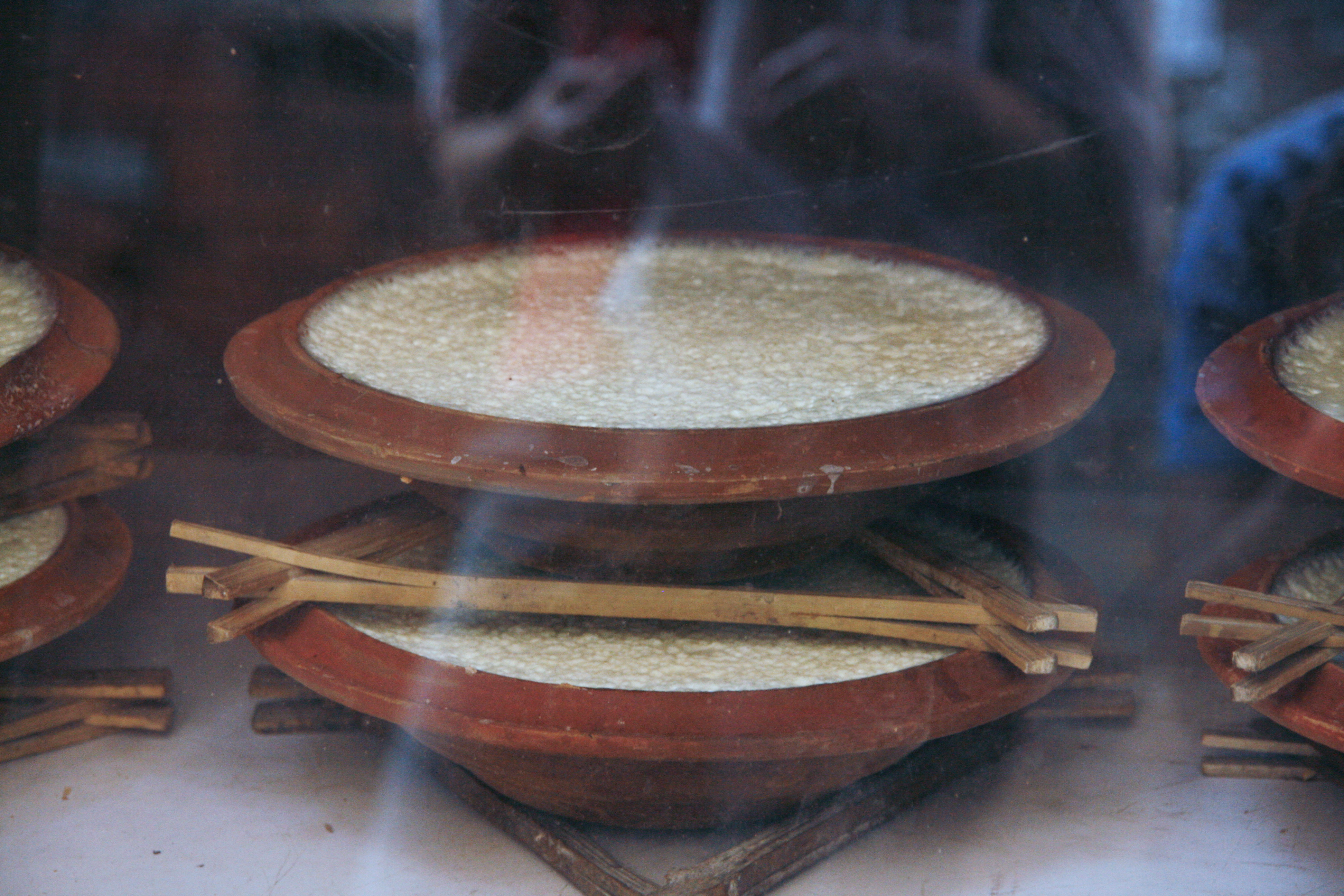
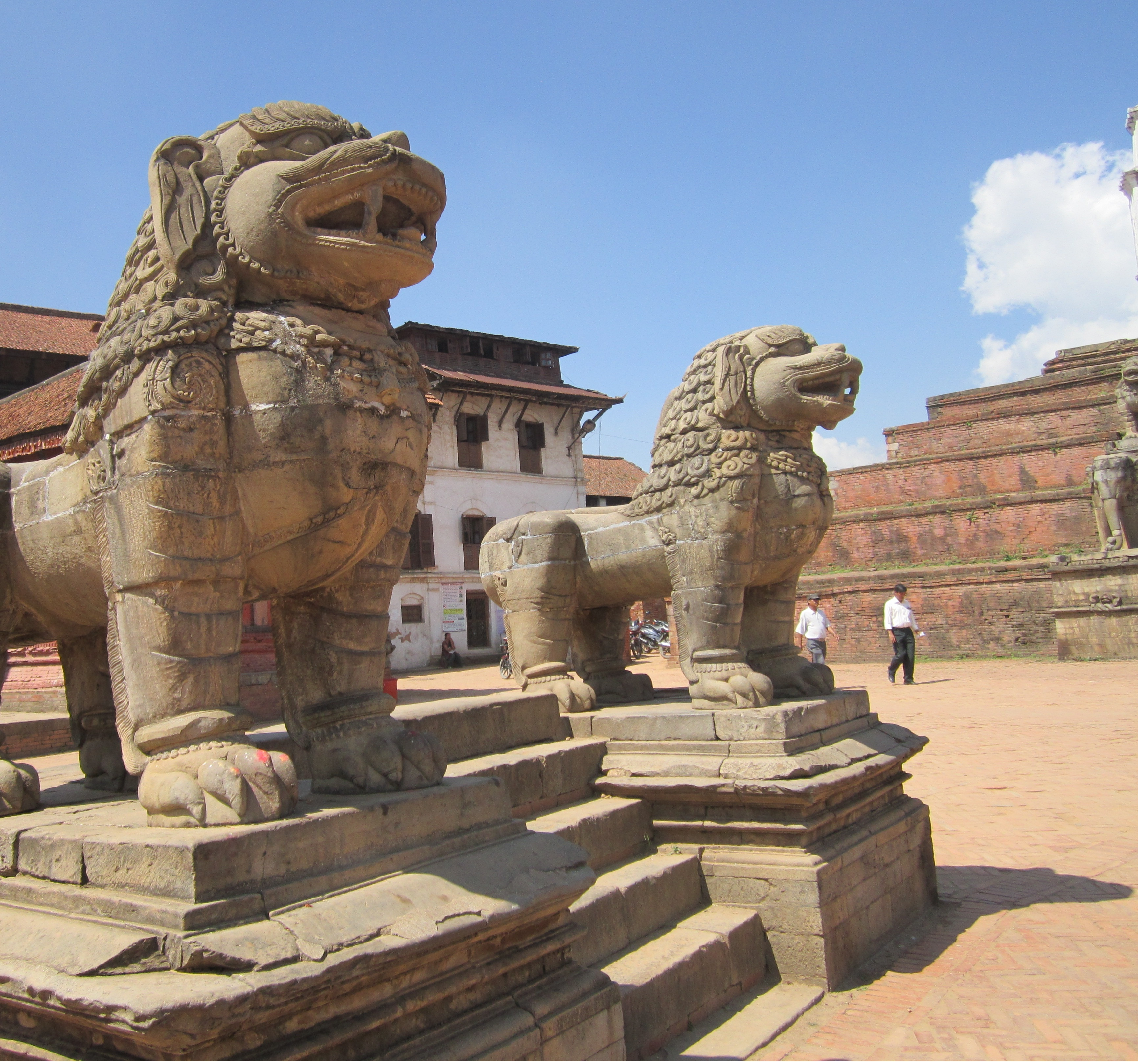
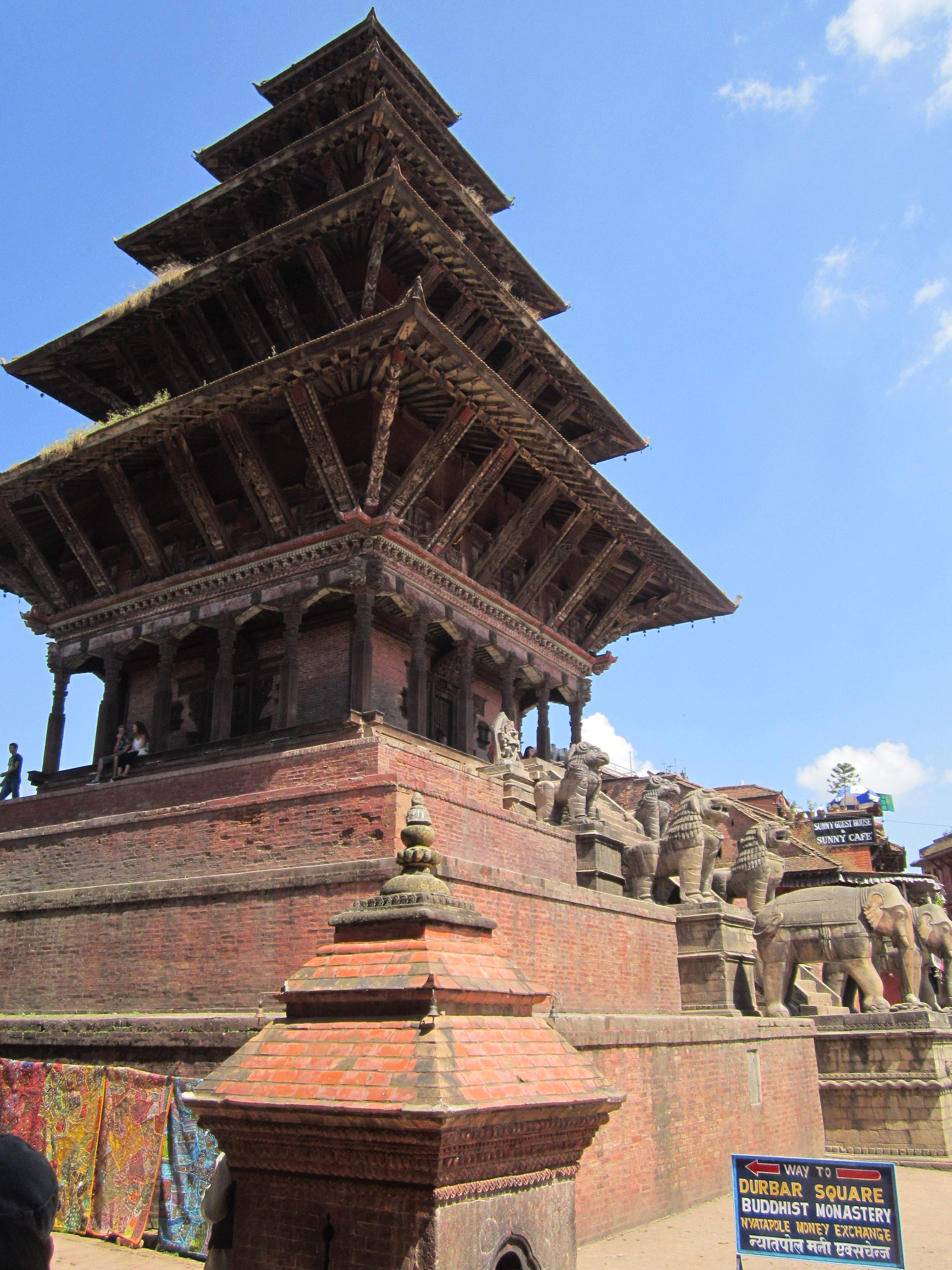
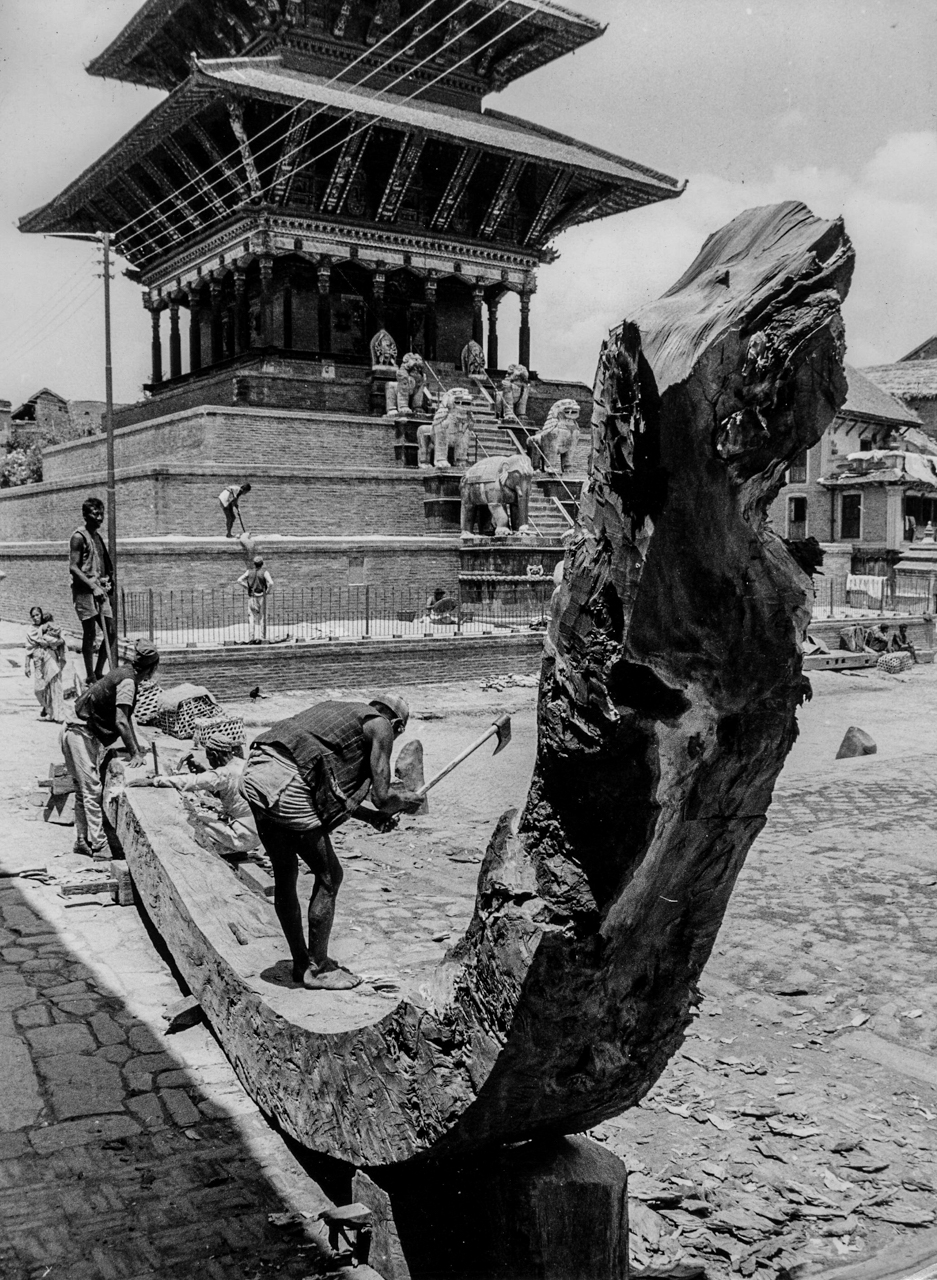